# Dark Angel (videogioco)
James Cameron's Dark Angel è un videogame distribuito nel 2003 da Sierra, sviluppato da Radical Entertainment e continua le avventure dell'omonima serie tv di successo conclusasi nel 2002. Il gioco è stato immesso sul mercato per le console PlayStation 2 e Xbox.

## Trama
Ambientato in una Seattle Postapocalittica, racconta le vicende di Max, un'affascinante soldato geneticamente modificato, che combatte tenacemente per scoprire il suo passato ed evitare la cattura. Il suo istinto e le sue capacità di combattimento sono l'unica fonte di sopravvivenza.
Il fidato cyber-giornalista Logan Cale, aiuta Max nel tentativo di sconfiggere la I-Corp, un'organizzazione segreta nata dalle ceneri di Manticore, creatore militare di Max.

## Contenuti Speciali
- Storia originale, che prosegue le vicende della serie televisiva.
- Presenta le voci dei doppiatori originali.
- Rage Sistem: Più di 50 mosse disponibili, che faranno emergere il soldato che è nascosto dentro Max.
- Modalità Stealth: Utilizza manovre evasive e la vista migliorata.
- Interagisci con amici e nemici tratti dalla serie televisiva oltre a nuovi personaggi e nuovi ambienti.
- BONUS: Materiale esclusivo di Dark Angel, tra cui una foto-gallery di Jessica Alba, interviste al cast e molto altro ancora.